# La fiamma del deserto
La fiamma del deserto (Flame of the Desert) è un film muto del 1919 diretto da Reginald Barker e interpretato da Geraldine Farrar e da Lou Tellegen che, all'epoca, erano marito e moglie. Nel cast, erano presenti anche Alec B. Francis, Edythe Chapman, Casson Ferguson, Macey Harlam.

## Trama
Lady Isabelle Channing incontra a Londra lo sceicco Essad, membro della delegazione egiziana presente al Victory Ball. La donna si sente attratta da lui ma, rendendosi conto delle differenze che li separano, non lascia trasparire i suoi sentimenti. In Egitto, al seguito del fratello Charles in missione diplomatica, Isabelle rivede Essad, innamorandosi di lui. Nel frattempo Charles, giocatore incallito, perde una fortuna contro Aboul Bey, leader rivoluzionario, coprendo la propria perdita con un assegno falso. Sbugiardato, Charles viene minacciato di essere smascherato pubblicamente a meno che non passi delle informazioni segrete. Isabelle accompagna il fratello quando questi si reca da Aboul Bey per pagare il proprio debito, ma deve difendersi dall'assalto dell'arabo che vuole farle violenza e lo uccide. Assaliti dagli uomini di Aboul Bey, i due inglesi vengono salvati dall'intervento di Essad. Dopo che le truppe britanniche domano la ribellione, Essad spiega di essere in realtà un nobile inglese in missione sotto copertura che opera in Egitto, infiltrato tra i ribelli. Nominato comandante militare del paese, può adesso continuare la sua storia d'amore con lady Isabelle.

## Produzione
Il film fu prodotto da Diva Pictures e dalla Goldwyn Pictures Corporation.

## Distribuzione

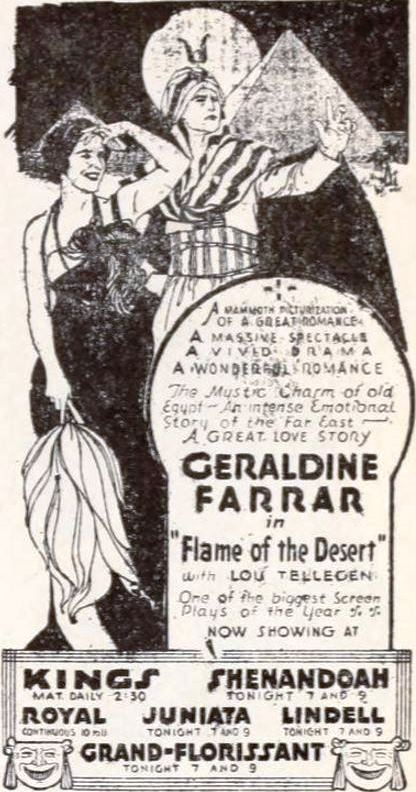
Pubblicità su Exhibitors Herald (10 gennaio 1920)

Il copyright del film, richiesto dalla Diva Pictures, Inc., fu registrato il 24 ottobre 1924 con il numero LP14346. Alcune riviste riportano il titolo con l'articolo (The Flame of the Desert), mentre il copyright lo cita senza l'articolo. Nel copyright, la lunghezza segnata è quella di cinque rulli, mentre altre fonti riportano una lunghezza di sei o anche di sette bobine.

Distribuito dalla Goldwyn Distributing Company, il film uscì nelle sale cinematografiche statunitensi il 26 ottobre 1919. In Svezia, il 26 ottobre 1916 come Död åt de otrogna!; in Danimarca, il 27 settembre 1920 come Hvor Nilen vander; in Ungheria, il 15 novembre 1921 come Szahara rózsája. La Film Erka lo distribuì in Francia il 24 marzo 1922 con il titolo La Flamme du désert. In Portogallo, uscì il 1º febbraio 1924 come A Chama do Deserto.
In Italia, fu distribuito dalla Ararat nel 1921/22 dopo avere ottenuto nel 1921 il visto di censura numero 16500 (approvato con riserva, a condizione di "Correggere i molti errori ortografici delle didascalie. (ottobre 1921)").
Copie complete della pellicola, 35 mm in nitrato, sono conservate negli archivi della Cineteca Nazionale di Roma e in quelli della Library of Congress di Washington.